# Phenomena
Phenomena (i en forkortet version også kaldet Creepers) er en okkult horrorfilm fra 1985 instrueret af Dario Argento med Jennifer Connelly i hovedrollen som en skolepige, der møder en entomologiprofessor (Donald Pleasence), opdager hun kan kommunikere telepatisk med insekter og bruger denne evne i jagten på en seriemorder.
Det danske horror-fanzine Phenomena er opkaldt efter filmen (og bragte en artikel om filmen i Phenomena nr. 6 Arkiveret 7. november 2011 hos  Wayback Machine).